# Rance
A Rance folyó Franciaország területén, a Tarn bal oldali mellékfolyója.

## Földrajzi adatok
A folyó Aveyron megyében a Francia-középhegységben ered, 1095 méterrel a tengerszint felett, és Trébas-nál, Aveyron megye és Tarn megye határán ömlik be a Tarn folyóba. Hossza 63,5 km.
Mellékfolyói a Liamou, Toudoure és a Gos.

## Megyék és városok a folyó mentén
- Aveyron : Belmont-sur-Rance, Saint-Sernin-sur-Rance
- Tarn